# أمية أبو حنا
أمية أبو حنا (بالفنلندية: Umayya Abu-Hanna)‏ (ولدت في 17 آذار/مارس 1961) كاتِبَة وصَحَفية فلسطينية-فنلندية ، وعُضو سابق في مجلس مدينة هلسنكي، وُلِدَت في حيفا، لأسرة فلسطينية ووالدها الشاعر حنا أبو حنا. وانتقلت إلى فنلندا عام 1981. ومن ثم إلى أمستردام عام 2011 حيث تقيم مع ابنتها الجنوب أفريقية.

## المهنة
في الثمانينات كانَت أمية عُضواً في مَجلِس مَدينَة هلسنكي (حزب الخضر الفنلندي) وفي مَجلِس هلسنكي العقاري. وكانت صحفية في التسعينات.
أصبحت مَعروفَة للجمهور على نِطاق أوسع باعتبارها المقدم الأول في الأخبار الأسبوعية في شَرِكة الإذاعة الفنلندية.
وفي القرن الحادي والعشرين كانَت عضواً في مجلس الفنون في فنلندا (2004-2009)، وكانت أول رئيسة لمجلس متعدد الثقافات. بالإضافة إلى كونِها مُستشارة في التنوع الثقافي لمتحف الدولة الفني (3 متاحف للفنون الجميلة).
ونَشَرت روايتها الأولى عام 2003 وكتابها عام 2007. ودليل الحقل الثقافي عام 2012.، وكانت الكاتِبَة المشاركة في «العالم المتغير، وجهات نظر حول التراث» مع حالة دراسية للمتاحف في أفغانستان. وتَعمل عَلى كتاب «أخلاقيات للأطفال».

## مؤلفاتها
تكتب أبو حنا بالفنلندية والإنجليزية. صدرت لها عدة مؤلفات ومقالات في أعمدة صحافية مختلفة:
- Nurinkurin (2003)، رواية
- Sinut (2007)
- Multkikulti (2012)
- Alienin silmin (2014)
- A Changing World, perspectives on heritage (2014)
- عمود صحفي، Metro
- عمود صحفي، Suomen Kuvalehti
- عمود صحفي، Helsingin Sanomat
- عمود صحفي، Finnair's in-flight magazine: Blue Wings

## روابط خارجية
- أمية أبو حنا على موقع IMDb (الإنجليزية)

- Homepage